# Carline Seiser
Carline Seiser (Múnich, 9 de julio de 1960) es una actriz, pintora y escultora alemana. Se dio a conocer a fines de la década de 1970 a través del drama de ciencia ficción Die Hamburger Krankheit.

## Vida y carrera
El padre de Seiser murió unos años después de que ella naciera, por lo que creció con su hermano menor Philipp Seiser y una hermana mayor con su madre, dos tías y sus abuelos. La madre trabajaba para Bayerischer Rundfunk y su tía en la dramaturgia del Teatro de Cámara de Múnich. Este entorno creativo tuvo una influencia duradera en su infancia y más tarde en la adolescencia. Seiser ya estaba entusiasmada con las bellas artes cuando era niña. Los encuentros con cuadros de varios artistas la llevaron finalmente a pintar lla misma.
Pero Seiser es más conocida por su carrera como actriz cuando era joven. En 1977 interpretó su primer papel junto al elenco de Gustl Bayrhammer, Helmut Fischer, Michael Degen y Volker Prechtel en la serie de televisión Tatort en el episodio «Das Mädchen am Klavier» («La chica del piano») del director Lutz Büscher. Un año después, fue contratada a Diethard Klante en su drama criminal Lauter anständige Menschen («Toda la gente decente») junto a Werner Asam, Hilde Lermann y Horst Michael Neutze.
En 1978, el director Peter Fleischmann eligió a Seiser para la protagonista femenina, Ulrike, en Die Hamburger Krankheit, un drama utópico de cuatro millones de marcos alemanes con características surrealistas, junto a Helmut Griem, Fernando Arrabal, Ulrich Wildgruber y Tilo Prückner. La película no tuvo un éxito comercial sobresaliente cuando se proyectó en 1979, pero en los círculos profesionales maduró rápidamente hasta ser considerada uno de los dramas más inteligentes y atemporales de la ciencia ficción alemana debido a su excelente reprto y la música atmosférica de Jean-Michel Jarre, junto al drama distópico de Rainer Erler Operación Ganímedes. La película fue emitida nuevamente como parte de la velada temática de arte Die Rückkehr der Viren («El regreso de los virus»).
A través de su hermano Philipp Seiser, quien conoció al actor y músico Konstantin Wecker en 1979 y se fue de gira con él por Alemania, ella entró en contacto con Wecker. Después de completar el rodaje de Die Hamburger Krankheit, en gran parte detuvo su carrera cinematográfica y la pareja se casó en 1980. Seiser y Wecker se separaron en 1988. En 1991 se volvió a ver a Seiser bajo la dirección de Wolf Gaudlitz en la película para televisión Die Väter des Nardino («Los padres de Nardino»).
Además de su trabajo posterior como pintora y escultora con exposiciones en Múnich y Viena, Carline Seiser también trabajó en el teatro para el diseño de escenarios y vestuario, y diseñó carteles para proyectos de teatro y cine.

## Filmografía
- Tatort (serie de televisión, 1977, episodio «Das Mädchen am Klavier» [«La chica del piano»])
- Lauter anständige Menschen (1978)
- Die Hamburger Krankheit (1979)
- Die Väter des Nardino (1991)